# 100-летие Отечественной войны 1812 года
Столе́тие Оте́чественной войны 1812 го́да — торжественное общественно-государственное празднование столетия победы России в Отечественной войне 1812 года. Отмечалось в годовщину Бородинской битвы — 26 августа (8 сентября) 1912 года.

## Подготовка к торжествам
Инициатором празднования юбилея в государственном масштабе был великий князь Сергей Александрович в конце XIX века. К юбилею было приурочено открытие памятников героям 1812 года в Полоцке, Витебске и Смоленске (см. «Благодарная Россия — Героям 1812 года»).
В 1902 и 1911 годах были проведены рекогносцировки Бородинского поля с изданием картографической продукции. Было принято решение об образовании Музея 1812 года к предстоящему юбилею и, в связи с этим — организован Особый комитет по устройству в Москве Музея 1812 года. Особый комитет работал вплоть до 1918 года включительно.

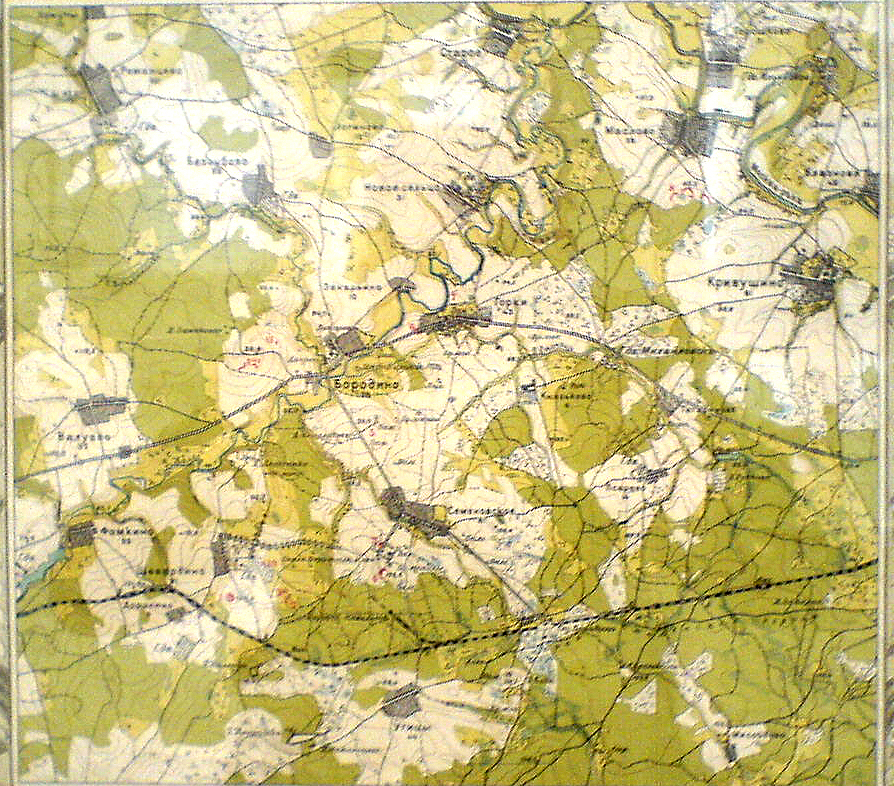
фрагмент карты Кожевникова, Гришкевича, Адрианова. 1912 год. Карта Бородинского поля

Всю координацию по подготовке к предстоящим торжествам взяло на себя Военно-историческое общество под председательством генерала В. Г. Глазова. С 1905 года на граммофонные пластинки стали записываться произведения, посвящённые Отечественной войне 1812 года: от духовных песнопений до военных маршей, сигналов боевого управления, солдатских песен в исполнении известных мастеров оперной сцены, духовых оркестров гвардейских полков, хоров. Стали популярные печатные издания от открыток и лубочных картинок, изображающих эпизоды той войны, — до многочисленных мемуарных источников в периодической прессе и иных печатных изданиях. В стране начался сбор средств на организацию Музея 1812 года, памятников, непосредственно возводимых на самом поле, количество которых исчислялось уже сотнями. Последнее обстоятельство потребовало вмешательства высших властей по запрещению дальнейших установок памятников и памятных знаков на Бородинском поле. Большой комплекс подготовительных мероприятий был проведён сотрудниками Александровской железной дороги: от выпуска альбома с фотографиями видов Бородинского поля и карт, до учреждения музея в здании станции Бородино и строительства отдельной железнодорожной ветки, специально построенной для приезда императора и гостей. В число последних были приглашены и французские официальные лица. Французской стороной в 1913 году на Бородинском поле был воздвигнут памятник (судьба первого экземпляра памятника незавидна — он утонул при транспортировке из Франции). Непосредственное руководство по организации юбилея в Москве и Бородино было возложено на В. Ф. Джунковского.
В августе 1912 года исполнилось столетие Отечественной войны. Вся Россия, со своим государем Николаем II во главе, чествовала это великое событие русской истории. Основные торжества сосредоточились в Москве и Бородино, где к тому времени уже были установлены памятники героям и отдельным частям войск.
Задолго до празднования столетнего юбилея начала работать комиссия по выработке программы. Уже в начале 1910 года были известны некоторые её планы. К примеру, о том, что:

...Ко дню торжественного празднования... имеют быть, по Высочайшем одобрении рисунков, изготовлены на монетном дворе памятные медали:
- большая золотая — для возложения на гробницы Императора Александра I Благославеннаго и славнейших Его героев-полководцев — князя Кутузова Смоленского, князя Багратиона и князя Барклая-де-Толли;
- золотые же медали для представления Его Императорскому Величеству Государю Императору, Государыням Императрицам и Наследнику Цесаревичу и, кроме сего, большия светло-бронзовыя — для представления Императорской фамилии... и... нагрудная светло-бронзовая медаль, подобная установленной при праздновании 200-летия Полтавской победы..."— 

Нумизматический журнал «Старая монета» в своём первом номере за 1910 год писал о том, что в празднование

…100-летнего юбилея Отечественной войны 1812 года предрешено раздать воинским частям, которые участвовали в войне, «Бородинские рубли» и особый медали, напоминающия известную медаль 1812 года. Такие же медали предположено раздать в 11 губерниях, входивших в район театра военных действий... (1812 года), всем лицам, состоящим на службе в правительственных и общественных учреждениях, а также волостным старшинам.— 
Медаль предназначалась для ношения на груди на Владимирской ленте. Награждались ею все участвовавшие в празднествах воинские чины от солдата до генерала, состоящие на службе «…в тех войсковых частях… которые участвовали в Отечественной войне 1812 года, от начала её до окончательного изгнания неприятеля из пределов России». Так же в год 100-летия Отечественной войны 1812 года одновременно с медалью был отчеканен и памятный серебряный рубль, имевший на аверсе ту же надпись, что и на медали.

## Проведение торжеств
25 августа 1912 года, в канун Бородинской битвы, было приурочено начало юбилейных празднеств. У Спасо-Бородинского собора (возведённого вдовой погибшего генерала Тучкова), в ожидании прибытия государя Николая II собралось многочисленное духовенство во главе с митрополитом Владимиром. У батареи Раевского выстроены воинские части, предки которых участвовали в Бородинском сражении. Высшие воинские чины — генералы, адмиралы, а также офицеры рангом пониже и множество представителей разных ведомств, ожидали начала торжеств у могилы Багратиона.

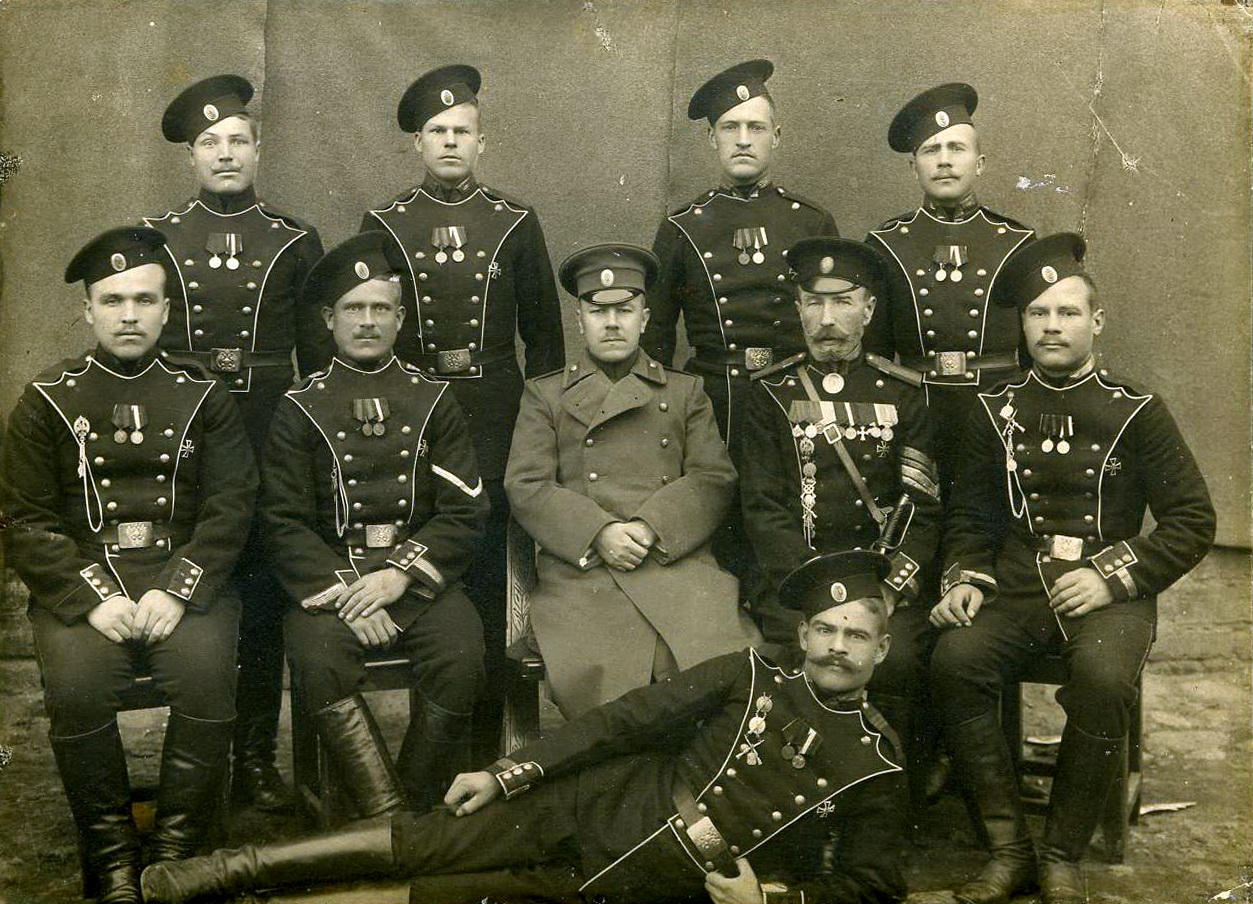
Фото группы военнослужащих лейб-гвардии Егерского полка (после 1913 г.). Большинство военнослужащих изображено с медалями «В память 100-летия Отечественной войны 1812 г.» и «В память 300-летия Дома Романовых» и знаком полка, также видны полковые жетоны и знаки, и др. медали

Император Николай II прибыл, под колокольный звон собора, на автомобиле, вместе со всем своим семейством — наследником и дочерьми. После торжественной встречи он посетил собор Тучкова, после чего отправился на Бородинское поле, где высились памятники полкам и дивизиям. У батареи Раевского он сел на приготовленного для него коня (его семейство заняло роскошные экипажи), и начался объезд войск.
Задолго до этих торжеств были сделаны по всей России запросы у губернаторов о наличии живых свидетелей войны 1812 года. Было найдено всего 25 человек и все в возрасте более 110 лет, за исключением одного И. Машарского, которому исполнилось 108 лет. Он был очевидцем сражения под Клястицами. Самому старшему из этих участникков, бывшему фельдфебелю А. И. Винтонюку, было 122 года. Он был настолько слаб, что не мог ходить без посторонней помощи. Только пятеро из них смогли прибыть на торжества. Их посадили на стульях у решётки ограды.
После объезда войск, император в сопровождении свиты подошёл к старикам. Он беседовал с ними, подойдя к каждому, спрашивал о прежней службе, о жизни. При попытке одного из них подняться, государь запретил это делать. Тут же, перед старыми ветеранами стояли и Великие князья.
В первом часу дня к Бородинскому полю прибыл объединённый крестный ход, который растянулся на 4 километра. Он шёл из Смоленска с чудотворной Смоленской иконой Божьей Матери (той, что была в 1812 году в действующей армии, ею благословляли войска на Бородинском поле перед сражением).
Возле главного памятника у братской могилы павших воинов, многочисленное шествие с хоругвями (знаменами) и походной церковью Александра I развернулось и был отслужен благодарственный молебен. К вечеру крестный ход направился к Спасо-Бородинскому монастырю, а войска были препровождены на отведённые для них бивуаки.
26 августа, утром, раскаты пушечных выстрелов над Бородинским полем, известили народ о начале торжеств, посвященных столетию великого сражения. Празднество началось торжественной литургией в храме Тучковского монастыря, после чего крестный ход направился к могилам героев Бородинского сражения. 

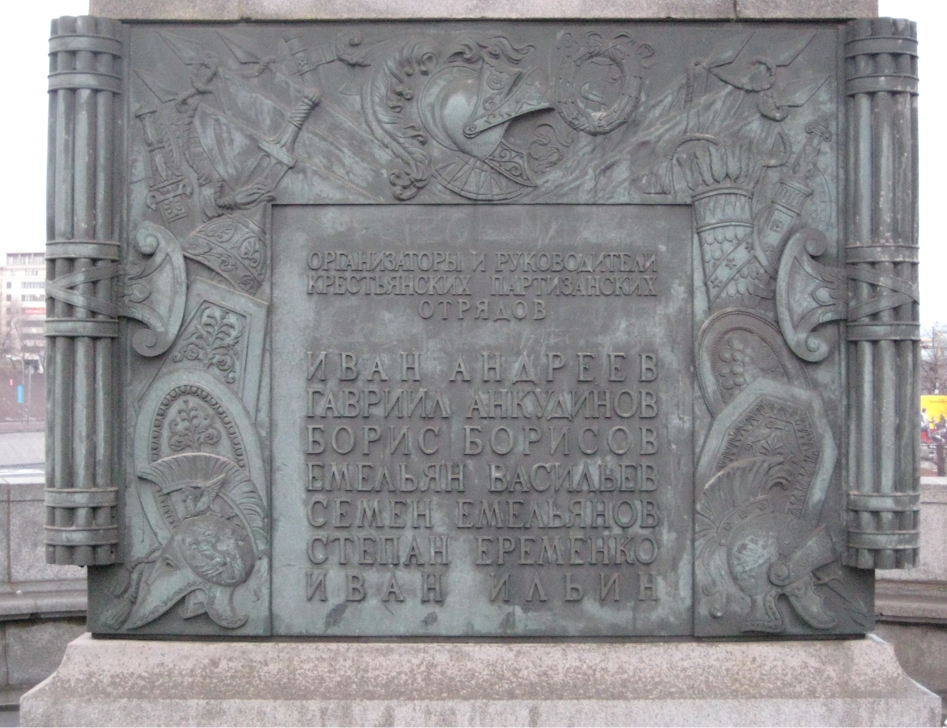
Имена героев 1812 года на пилонах Бородинского моста (1912)

В честь юбилея был оглашен приказ, который заканчивался благодарственным обращением к павшим: «…имена ваши и содеянные вами подвиги неизгладимо будут жить в памяти благодарного отечества».
После торжеств на Бородинском поле празднование переместилось в Москву. 27 августа с самого утра народ собрался возле Кремля. Красное крыльцо у Соборной площади устелили красными коврами. Под звон колоколов через него состоялся выход всей царской семьи в Успенский собор. Государя и его свиту встречал митрополит Владимир с крестом в руке. Царь и всё его семейство, поклонившись народу, прошли в Успенский собор. Из ризницы собора были вынесены ветхие, кое-где обожжённые и простреленные пулями боевые знамёна 1812 года. Началась служба и молебен с коленопреклонением к боевым реликвиям.
29 августа торжества продолжились в храме Христа Спасителя, который заполнила высшая государственная знать. По правую сторону, у солеи, заняли места лица императорской фамилии, позади лица государственной свиты. Так же по правую сторону стояли военные в мундирах. По левую сторону — сановники. На клиросе — синодальные певчие в белых с синим кафтанах. Митрополит Владимир с епископами Анастасием Серпуховским и Василием Можайским в белых серебряных облачениях совершили торжественную литургию.
Заключительные торжества по случаю юбилея состоялись на Красной площади этого же дня, 29 августа. Они начались крестным ходом к специально установленному шатру с выставленными перед ним боевыми знаменами, под звон всех московских колоколов и гром пушек с Кремлёвской стены. После грома пушек, в наступившей торжественной тишине был зачитан высочайший императорский манифест, затем совершен благодарственный молебен с коленопреклонением под пение всех московских духовных хоров. Во второй половине дня крестный ход направился через Никольские ворота в Успенский собор, а войска и народ, под звуки музыки, стали расходиться. Этим завершилась торжественная неделя в честь столетнего юбилея победы 1812 года.
В октябре 1912 г. в Историческом музее была развёрнута выставка, которую посетил император вместе с особами царствующего дома. А в 1913 г. был издан каталог «Выставка 1812 год», являющийся ныне библиографической редкостью.
В течение 1912 года тема юбилея широко освещалась в журнале «Нива»: 

...журнал «Нива» на своих страницах в 1912 г. опубликовал 73 живописные работы, 88 фотографий и изображений, девять обширных текстовых материалов и три рекламных материала. В 1913—1918 гг. было опубликовано девять живописных работ, 14 фотографий и изображений и четыре текстовых материала. Все это позволяло читателям прикоснуться к истории Отечественной войны 1812 года и побывать в «виртуальном музее», который удалось создать на том этапе развития средств массовой информации — без интернета, телевидения и радиовещания.— С.Ю. Рычков. «Нива. Бабушкина подшивка-виртуальный музей». // Отечественная война 1812 года. Источники. Памятники. Проблемы. Материалы XXI Международной научной конференции. Бородино. 2018 

## Медаль «В память 100-летия Отечественной войны 1812 г.»

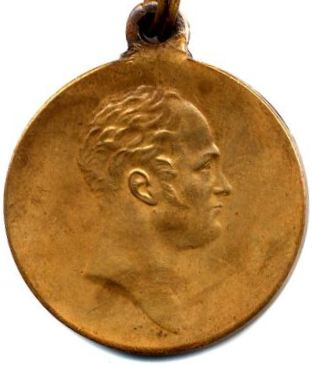
Аверс медали

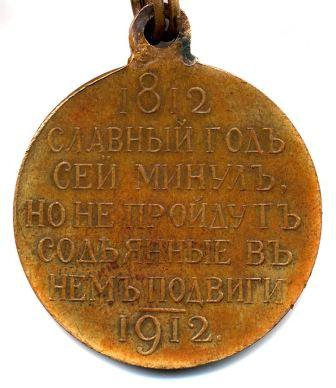
Реверс медали

Медаль «В память 100-летия Отечественной войны 1812 г.» была изготовлена в 1912 году «…в память славных подвигов предков, принесших в жертву Отечеству свою жизнь и достояние». Было изготовлено около 442.000 светло-бронзовых юбилейных медалей. Штемпели для них изготовил мастер Васютинский Антон Фёдорович.. Медалью награждались все участвовавшие в празднествах воинские чины от солдата до генерала, состоящие на службе «…в тех войсковых частях… которые участвовали в Отечественной войне 1812 года, от начала её до окончательного изгнания неприятеля из пределов России (то есть с 12 июня по 25 декабря 1812 г.)». Кроме этого награждались гражданские служащие, лица духовного звания, принимавшие официальное «…участие в парадах на Бородинском поле и под Москвою», а также служащие императорской канцелярии, предки которых «…по случаю военного времени… следовали в походе за Императором Александром I».

### Описание медали
Медаль изготавливалась из светлой бронзы. На лицевой стороне медали погрудное, профильное, вправо обращённое, изображение Александра I без каких-либо императорских атрибутов. На оборотной стороне пространная надпись в семь строк: «1812 — СЛАВНЫЙ ГОДЪ — СЕЙ МИНУЛЪ, — НО НЕ ПРОЙДУТЪ — СОДѢЯННЫЕ ВЪ — НЕМЪ ПОДВИГИ — 1912». Надпись для этой медали была заимствована из старого «Высочайшего приказа войскам…», подписанного 5 февраля 1813 года императором Александром I в главной его квартире в городе Конин. Медаль предназначалась для ношения на груди на Владимирской ленте.

## Учреждение Обществ
26 августа, в день Бородинской битвы, государь император издал для армии и флота приказ, в котором было сказано:

«С глубокою верою во всемогущество Божие, в полном единении со своим Государём и с покорностью перед предстоявшими неисчислимыми и тяжёлыми испытаниями, преданные своему долгу, армия и флот приступили к совершению великого дела, и проявленные беззаветные подвиги мужества и храбрости спасли Отечество, заслужили благодарную память и вечное уважение потомства и удивление дотоле непобедимого врага и всех народов Европы…»

Государь император, как было сказано в приказе, воздавая «дань уважения и признательности к подвигам» наших предков, повелел призвать их к участию в торжествах и предоставить им особые почётные места на всех торжествах в Бородине и Москве. Проникнувшись чувством благодарности, потомки участников Отечественной войны его благодарили следующим адресом (письмом):

«Великий Государь!
В столетнюю годовщину тяжкого испытания, вынесенного Россией, мы, потомки тех, которые в грозный час беды грудью стали на защиту Отечества, собрались по твоему Державному зову на Бородинском поле и в Москве, дабы помянуть великие события и почтить память славных слуг Уаревых Верь, Государь, и мы все теперь, как наши предки сто лет назад, исполненные той же преданности Царю и Отечеству, готовы беззаветно отдать все силы и жизнь на служение Тебе, нашему Самодержцу и Святой Руси.»

Адрес был подписан 234 лицами и 30 августа был доставлен потомком участника Отечественной войны А. А. Сидоровым дворцовому коменданту, так же потомку, генерал-адъютанту В. А. Дедюлину. Государь принял адрес и повелел передать сердечную благодарность Его Величества всем подписавшим адрес за выраженные чувства.
Тогда же среди группы потомков возникла идея учредить в память их предков Общество, целью которого было бы объединение потомков по мужской и женской линиям генералов, штаб — и обер-офицеров, военного духовенства и военных врачей, принимавших участие в войнах 1812—1814 годов, как в армии, так и в Государственном ополчении. Данное общество именуется, как «Общество потомков участников Отечественной войны». Был утверждён устав Общества. Оно издавало свой периодический журнал, печатало документы и исследования, касающиеся войн 1812—1814 годов, и биографии участников этих войн, учреждало стипендии для неимущих потомков или учебные заведения для них. Средства Общества составлялись из единовременных и ежегодных взносов, пожертвований, сумм, вырученных с концертов, лотерей, и чтений, а также изданий Обществом документов, исследований, биографий, разного рода статей на данную тему, и пр.
Так же было утверждено «Бородинское Общество», устав которого был утверждён 22 марта 1913 года, почти одновременно с уставом «Общества потомков участников Отечественной войны». Действовало так же «Бородинское Общество охраны памятников», целью которого было охрана воздвигнутых воинскими частями на Бородинском поле памятников героям, содействие к сооружению новых, поддержание памятников в порядке, общее благоустройство поля и содействие экскурсиям, прибывающим в Бородино. Почётным председателем данного Общества стал бывший московский губернатор, товарищ министра внутренних дел В. Ф. Джунковский, и председателем правления Общества — московский губернатор граф Н. Л. Муравьёв.

## Живые ветераны

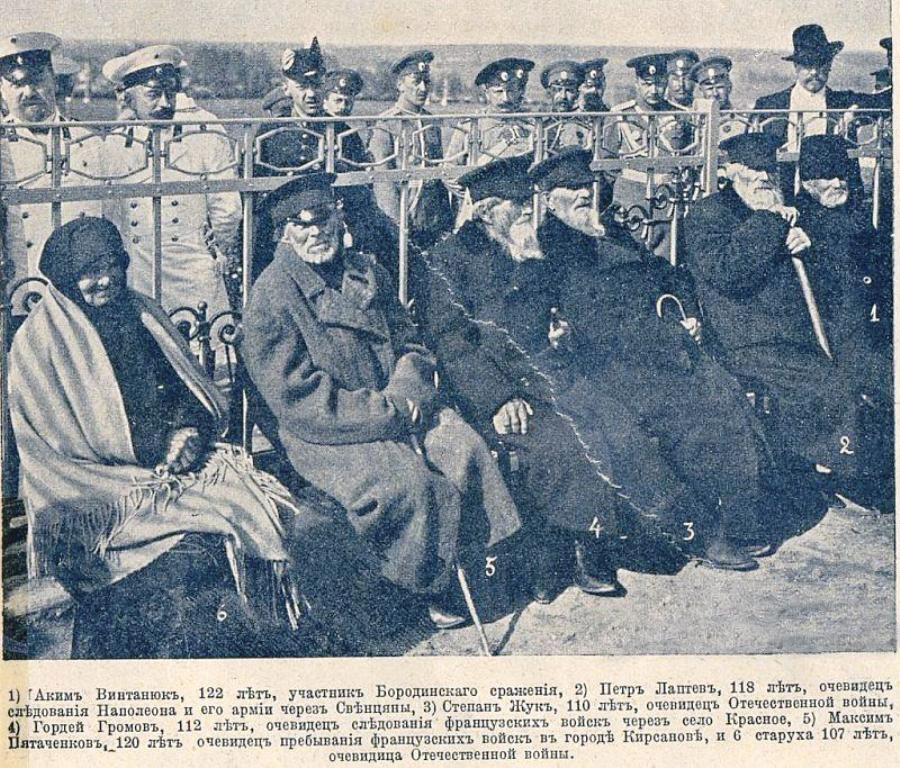
Бородино. Ветераны Отечественной войны 1812 года (1912)

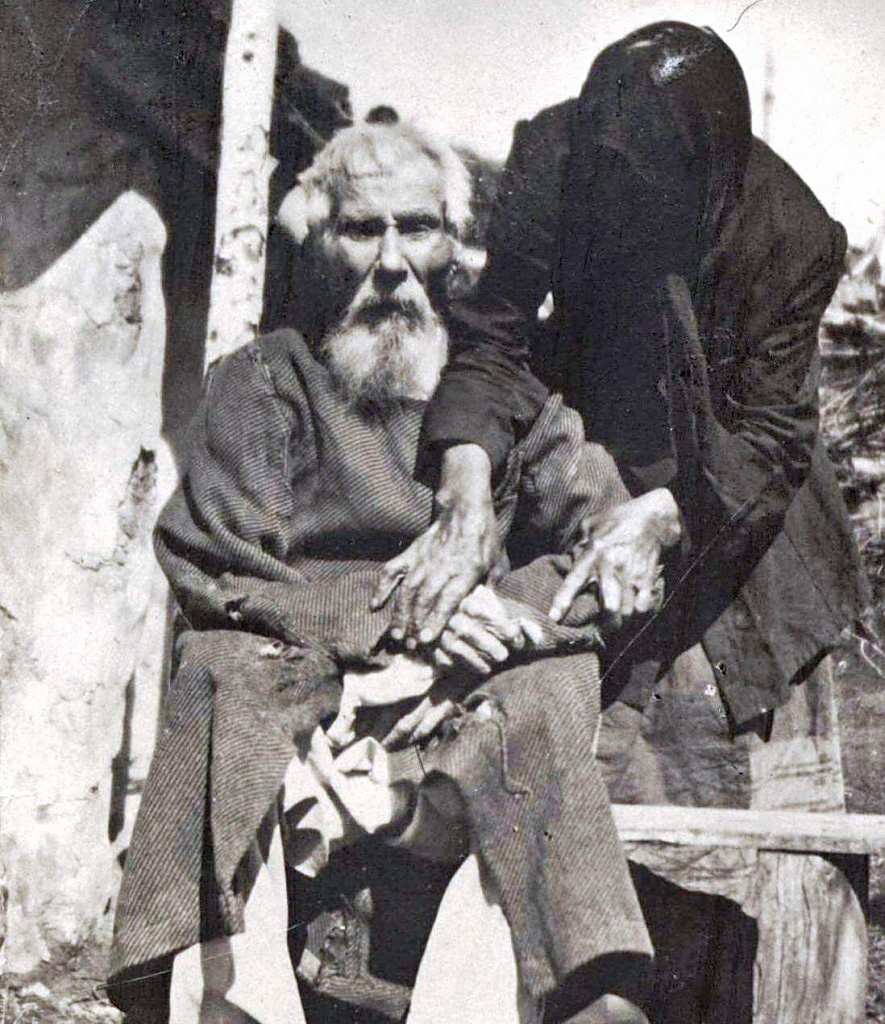
Толстогузов П. Я. — предполагаемый участник Бородинского сражения, доживший до празднования 100-летия этой битвы

При подготовке празднования 100-летия Бородинского сражения по всей Российской империи был разослан циркуляр, которым предписывалось отыскать живых участников великой битвы. К августу 1912 года было выявлено 25 здравствующих очевидцев нашествия Наполеона на Россию, в том числе 14 участников боевых действий.
В частности Павел Яковлевич Толстогузов был обнаружен в Ялуторовске Тобольской губернии. В 1912 году предполагаемый участник Бородинского сражения был 117-летним старцем, плохо видел и слышал, но при этом, по свидетельству современников, был «достаточно бодрым». Его сфотографировал специально присланный фотограф — на фото рядом с ним запечатлена его 80-летняя жена. Историки Анатолий Звездин и Александр Ярков обратились к архивам, и выяснили, что история Толстогузова была мистификацией, реализованной по заказу чиновников.
Согласно публикации портала «Русский вестник» к 100-летию сражения: «25 августа (1912 года) Государь встретился в инвалидном домике, расположенном недалеко от монумента Бородинской битвы, с пятью ветеранами этой войны».
- Аким Войтинюк — фельдфебель, участник Бородинского сражения (122 года).
- Петр Лаптев — очевидец Отечественной войны (118 лет).
- Максим Пяточенков — участник Бородинского сражения (120 лет).
- Степан Жук — участник Бородинского сражения (110 лет).
- Павел Яковлевич Толстогузов — участник Бородинской битвы (117 лет).

Некоторые ветераны даже попали в кадр фильма Василия Гончарова «1812 год». Однако реальное существование участников Отечественной войны 1812 года на праздновании юбилея вряд ли соответствует действительности, так как их возраст к тому времени превосходил возраст известных до настоящего времени мужчин — долгожителей.
Сатирически историю поиска живого ветерана войны столетней давности, видевшего Наполеона, изобразил писатель А. И. Куприн в рассказе «Тень императора».

## В филателии
- В 1912 году была выпущена юбилейная земская марка Краснинского уезда, посвящённая 100-летию сражения под Красным и изображающая генерала М. А. Милорадовича.
- В 1912 году была выпущена юбилейная земская почтовая марка Краснинского уезда Смоленской губернии, посвящённая подвигу генерала Д. П. Неверовского под Красным.

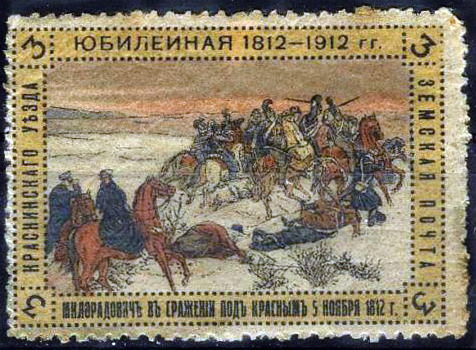
Юбилейная земская марка Краснинского уезда 1812-1912 гг.
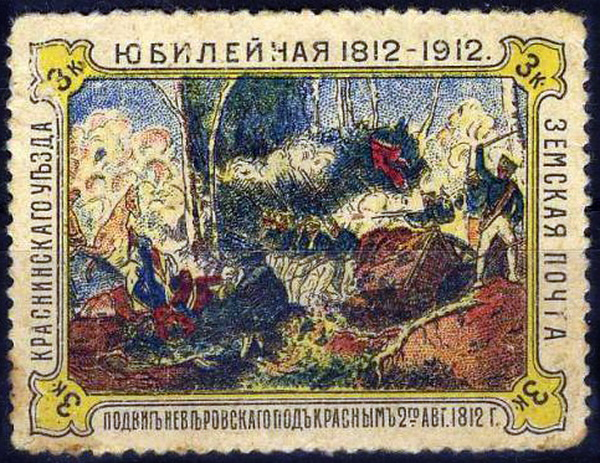
Юбилейная земская марка Краснинского уезда 1812-1912 гг.